# Welterbe in Madagaskar
Zum Welterbe in Madagaskar gehören (Stand 2025) drei UNESCO-Welterbestätten, darunter eine Stätte des Weltkulturerbes und zwei Stätten des Weltnaturerbes. Madagaskar hat die Welterbekonvention 1983 ratifiziert, als erste Welterbestätte wurden 1990 das Strenge Naturreservat Tsingy de Bemaraha in die Welterbeliste eingetragen. Die bislang letzte Welterbestätte in Madagaskar war 2023 die Erweiterung der Andrefana-Trockenwälder.

## Welterbestätten
Die folgende Tabelle listet die UNESCO-Welterbestätten in Madagaskar in chronologischer Reihenfolge nach dem Jahr ihrer Aufnahme in die Welterbeliste (K – Kulturerbe, N – Naturerbe, K/N – gemischt, (G) – auf der Liste des gefährdeten Welterbes).
| Bild                    | Bezeichnung                        | Jahr       | Typ | Ref. | Beschreibung |
| ----------------------- | ---------------------------------- | ---------- | --- | ---- | --- |
| Andrefana-Trockenwälder | Andrefana-Trockenwälder (Lage)     | 1990, 2023 | N   | 494  | 1990 wurde Tsingy de Bemaraha zum Welterbe erklärt, wobei der südliche Teil des Schutzgebietes seit 1997 den Nationalpark Tsingy de Bemaraha darstellt. 2023 wurde die Stätte um fünf weitere Naturschutzgebiete erweitert und umbenannt.         |
| (weitere Bilder)        | Königshügel von Ambohimanga (Lage) | 2001       | K   | 950  | bis 1794 Sitz der Könige der Merina und bis 1897 Grabstätte der Könige von Madagaskar |
| (weitere Bilder)        | Regenwälder von Atsinanana         | 2007       | N   | 1257 | dazu gehören die Nationalparks Marojejy, Masoala, Zahamena, Ranomafana, Andringitra und Andohahela Zwischen 2010 und 2025 stand die Stätte auf der Roten Liste des gefährdeten Welterbes wegen illegaler Abholzungen von Palisander und Ebenholz. |

## Tentativliste
In der Tentativliste sind die Stätten eingetragen, die für eine Nominierung zur Aufnahme in die Welterbeliste vorgesehen sind.

### Aktuelle Welterbekandidaten
Mit Stand 2025 sind sieben Stätten in der Tentativliste von Madagaskar eingetragen, die letzte Eintragung erfolgte im Februar 2018.
Die folgende Tabelle listet die Stätten in chronologischer Reihenfolge nach dem Jahr ihrer Aufnahme in die Tentativliste.
| Bild                                 | Bezeichnung                                      | Jahr | Typ | Ref. | Beschreibung |
| ------------------------------------ | ------------------------------------------------ | ---- | --- | ---- | --- |
| Südwest-Malgache, Land der Mahafaly  | Südwest-Malgache, Land der Mahafaly              | 1997 | K/N | 949  | Siedlungsgebiete der Mahafaly |
| Spezialreservat von Süd-Anjanaharibe | Spezialreservat von Süd-Anjanaharibe             | 2008 | N   | 5313 | geplante Erweiterung der Welterbestätte „Regenwälder von Antsiranana“ |
| Oberstadt von Antananarivo           | Oberstadt von Antananarivo                       | 2016 | K   | 6078 | Die Oberstadt von Madagaskars Hauptstadt Antananarivo. Die Residenz von Rainilaiarivony, der Andafiavaratra-Palast, stand bereits zwischen 1985 und 1997 auf der Tentativliste.                          |
|                                      | Altes Industriegelände von Mantasoa              | 2018 | K   | 6302 | von Jean Laborde ab etwa 1837 bei Mantasoa erbauter industrieartiger Werkstattkomplex Soatsinamampiovana, in dem die unterschiedlichsten Güter produziert wurden, von der Kanone bis zur Handwaschseife. |
|                                      | Katholische Kirche Santa Maria von Ambodifotatra | 2018 | K   | 6303 | |
| Nosy Lonjo d’Antsiranana             | Nosy Lonjo d’Antsiranana                         | 2018 | K/N | 6304 | Nosy Lonjo ist ein vulkanisches Eiland vor der Küste der Provinz Antsiranana. |
| NOSYnakà                             | NOSYnakà                                         | 2018 | N   | 6306 | umfasst Nationalparks und Meeresschutzgebiete auf den und um die Inseln und Halbinseln Sahamalaza, Nosy Hara, Nosy Tanikely, Lokobe, Ambodivahibe, Ankarea, Ankivonjy im Norden von Madagaskar.          |

### Ehemalige Welterbekandidaten
Diese Stätten standen früher auf der Tentativliste, wurden jedoch wieder zurückgezogen oder von der UNESCO abgelehnt. Stätten, die in anderen Einträgen auf der Tentativliste enthalten oder Bestandteile von Welterbestätten sind, werden hier nicht berücksichtigt.
| Bild                           | Bezeichnung                                                     | Jahr      | Typ | Ref. | Beschreibung |
| ------------------------------ | --------------------------------------------------------------- | --------- | --- | ---- | --- |
|                                | Silifizierte Bäume                                              | 1985–1997 | N   |      | |
|                                | Verteidigungsanlagen der Ostküste Madagaskars                   | 1985–1997 | K   |      | |
| Fort Mahavelona                | Fort Mahavelona                                                 | 1985–1997 | K   |      | |
|                                | Südmadagaskar                                                   | 1985–1997 | ?   |      | |
|                                | D'Ambra-Massif                                                  | 1985–1997 | N   |      | |
|                                | Archäologische Stätten von Vohemar und entlang der Nordostküste | 1985–1997 | K   |      | Die Stadt Vohémar ist islamischen Ursprungs und war vielleicht sogar der erste Teil von Madagaskar, der von Arabern im 9. und 10. Jahrhundert besiedelt wurde. 1598 wurde die Stadt von den Portugiesen zerstört. |
|                                | Islamische Stätten des Nordwestens                              | 1985–1997 | K   |      | |
| Zafimaniry-Dörfer              | Zafimaniry-Dörfer                                               | 1985–1997 | K   |      | typische Dörfer der Zafimaniry mit Holzhäusern |
| (weitere Bilder)               | Reis- und Bewässerungs-Kulturlandschaft von Betafo              | 1997–2018 | K/N | 947  | Natur- und Kulturlandschaft des Städtchens Betafo in der Region Vakinankaratra |
| (weitere Bilder)               | Stätte und Rova von Tsinjoarivo (Lage)                          | 1997–2018 | K   | 948  | Historische Stätten und ehemaliger Königspalast der Stadt Tsinjoarivo |
| Kliffs und Grotten von Isandra | Kliffs und Grotten von Isandra                                  | 1997–2018 | K/N | 950  | |
|                                | Antongona                                                       | 1997–2018 | K   | 951  | Zwei auf benachbarten, ca. 1400 bzw. 1500 m hohen Felsbastionen gelegene archäologische Stätten des 16. bis 18. Jahrhunderts n. Chr.                                                                              |
| (weitere Bilder)               | Regenwälder von Atsinanana                                      | xxxx-2007 | N   | 1257 | Folgende Schutzgebiet wurden auf Empfehlung von IUCN vor Einschreibung entfernt: Marine Schutzgebiete vom Masoala Nationalpark, der Mantadia Nationalpark und Midongy du Sud                                      |
| Trockenwälder von Andrefana    | Trockenwälder von Andrefana                                     | 2008–2023 | N   | 5314 | Trockenwälder im Bereich von Andrefana, umfasste sieben getrennte Schutzgebiete, von denen 3 nicht zum Welterbe erklärt wurden.                                                                                   |